# 庫馬 (新南威爾士州)
库马（Cooma）是澳洲新南威尔士州南部的一个小镇。它位于首都堪培拉以南114（71英里），途经Monaro高速公路。庫馬同時位於雪山公路上，並连接比加和里维纳。
在2016年普查中，库马的人口为6,742人。库马同時是蒙纳罗地区的主要城镇。
它位於海平面800（2,620英尺）上。庫馬之名或来自土著使用的單詞Coombah，其意思是「大湖」或「开阔的国家」。
库马是墨累-大令盆地的主要支流，即馬蘭比吉河以南5（3英里）。庫馬的水源来自上述河流。

## 人口
根据2016年澳洲人口普查，库马有6,742人。
- 原住民和托雷斯海峡岛民占當地人口3.2%。
- 76.5%的人口出生於澳洲。當地第二常见的出生国家為英格兰，占2.6%。
- 82.5%的人在家只说英语。
- 天主教佔26.2%，无宗教佔26.1%，圣公會佔18.7%。

## 氣候
库马属海洋性气候。然而，由于位于山脉的背風东侧，它的高度和纬度比预期的要暖和。當地夏季温暖，夜晚凉爽，冬季寒冷，夜间寒冷。
按照澳洲东南沿海的标准，该地区相对干燥。由於其处于雨影區，並夹在山脉的西部和东部峰顶之间，使大分水岭阻挡了來自南大洋的西风锋面系统的水分，以及来自塔斯曼海的潮湿东风。當地天气干燥，但每年只有90.1日為晴天，低于相邻的沿海地區，包括卧龙岗和悉尼（分别为106日和107日晴天）。  冬季時，强烈的冷锋经常穿过该区，故此，库马於6月至8月時降雪並非不常見，但由于其东部位置带来的焚风效应，導致當區冷鋒通常變得很轻微，很少停留超过24小时。夏季時，强烈的雷暴半频繁的，并且，由于城镇的海拔可携带大量的冰雹到當區。
每日平均最低温度范围为7月時的−2.7 °C（27.1 °F）至1月時的10.8 °C（51.4 °F），年平均每日最低气温为4.1 °C（39.4 °F）。每日平均最高温度范围为7月時的11.4 °C（52.5 °F）（七月）至1月時的27.3 °C（81.1 °F），年平均日最大值为19.4 °C（66.9 °F）。